# اگویگوس
اگویگوس (به لاتین: Aguégués) یک سکونتگاه مسکونی در بنین است که در استان اومه واقع شده‌است.

## خصوصیات
اگویگوس ۵۲ کیلومترمربع مساحت و ۲۶٬۶۵۰ نفر جمعیت دارد.